# Papilio clytia
Espèce
Papilio clytia ou Mime commun est une espèce de lépidoptères (papillons) de la famille des Papilionidae. L'espèce est présente en Inde et au Sri Lanka, dans l'Himalaya, en Birmanie, au Bangladesh, en Chine, dans la péninsule indochinoise, en Indonésie et aux Philippines. Papilio clytia existe sous plusieurs formes et imite l'apparence de Danais limniace.

## Description

### Imago
Papilio clytia présente plusieurs formes. Chez toutes les formes les ailes postérieures sont de forme arrondie, sans queues. Les deux formes les plus courantes sont les formes dissimilis et clytia. 
Chez la forme dissimilis les ailes sont blanches à l'avers, avec les veines couvertes de traits noirs et une marge de couleur noire avec de petites macules blanches. Les ailes postérieures ont également les veines couvertes de traits noirs, une marge noire avec une série de lunules blanches submarginale et de petites macules marginales blanches. En outre les ailes postérieures ont souvent une tâche orangée dans l'angle tornal et les macules marginales sont parfois orangée. 
Au revers les ailes sont similaires à l'avers, mais les macules marginales des ailes postérieures sont plus larges et sont orange.
Le corps est blanc et noir. Cette forme imite l'apparence de Danais limniace (mimétisme batésien).
Chez la forme clytia les ailes sont marron à l'avers, plus foncées vers la base. Les ailes antérieures ont une série de macules blanches submarginales de forme triangulaire et une série de macules blanches marginales. Les ailes postérieures ont deux séries de macules blanches submarginales triangulaires. Elles ont une macule orange dans l'angle tornal, traversée d'un trait marron foncé. Au revers les ailes sont similaires mais les ailes postérieures ont des macules orangée marginales.
Le corps est marron avec des marques blanches.

Les deux sexes peuvent présenter les deux formes, sans dimorphisme sexuel marqué. La femelle est seulement plus grande que le mâle en moyenne.

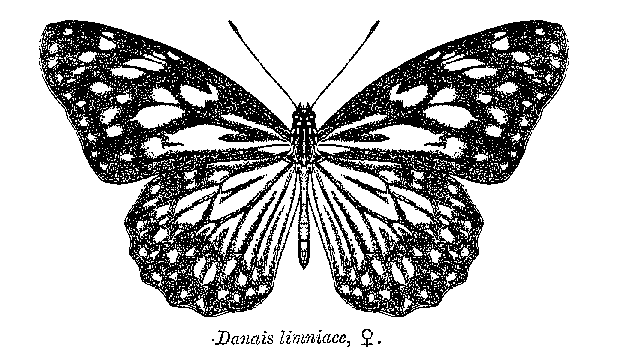
Danais limniace
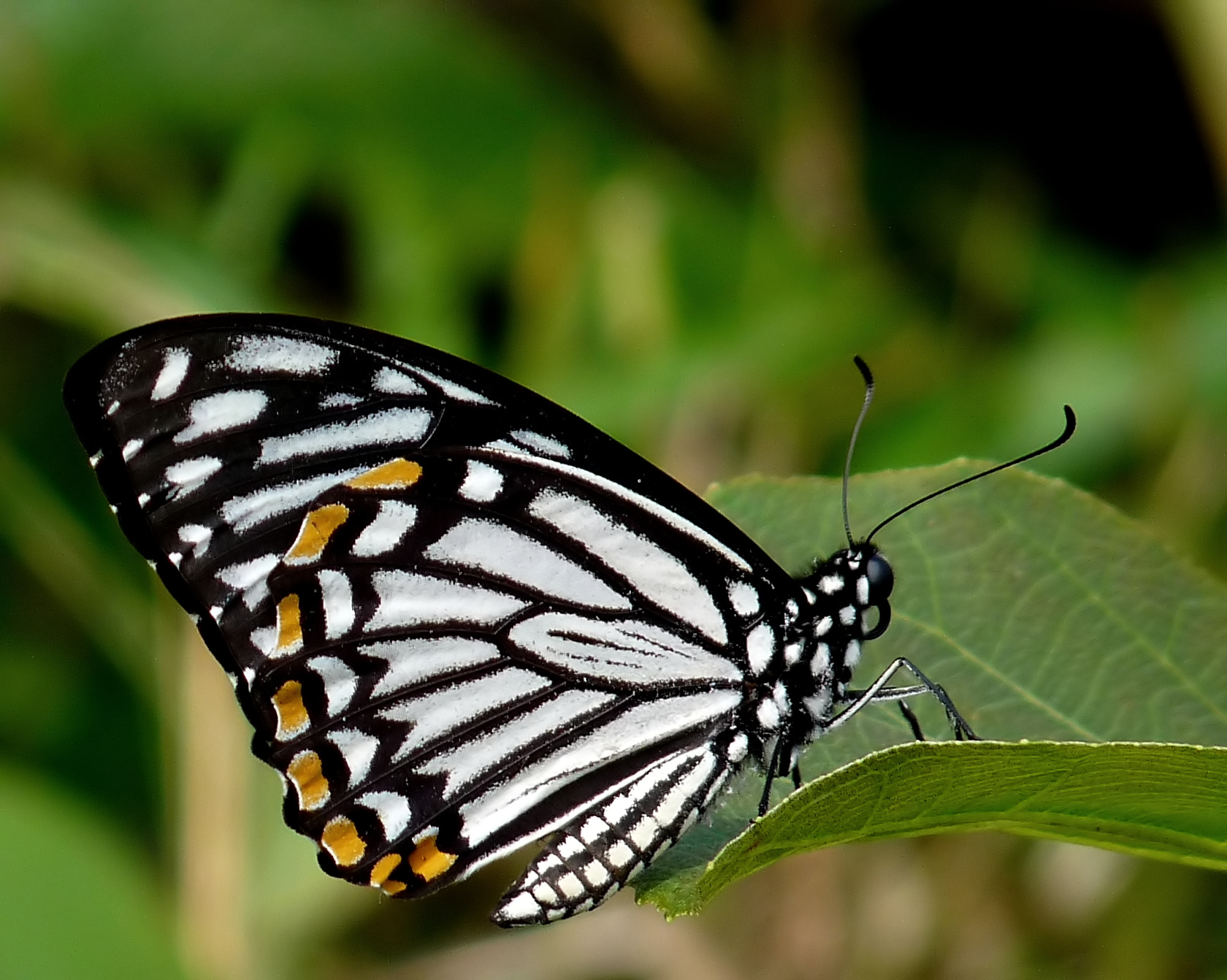
Papilio clytia f.dissimilis ailes repliées
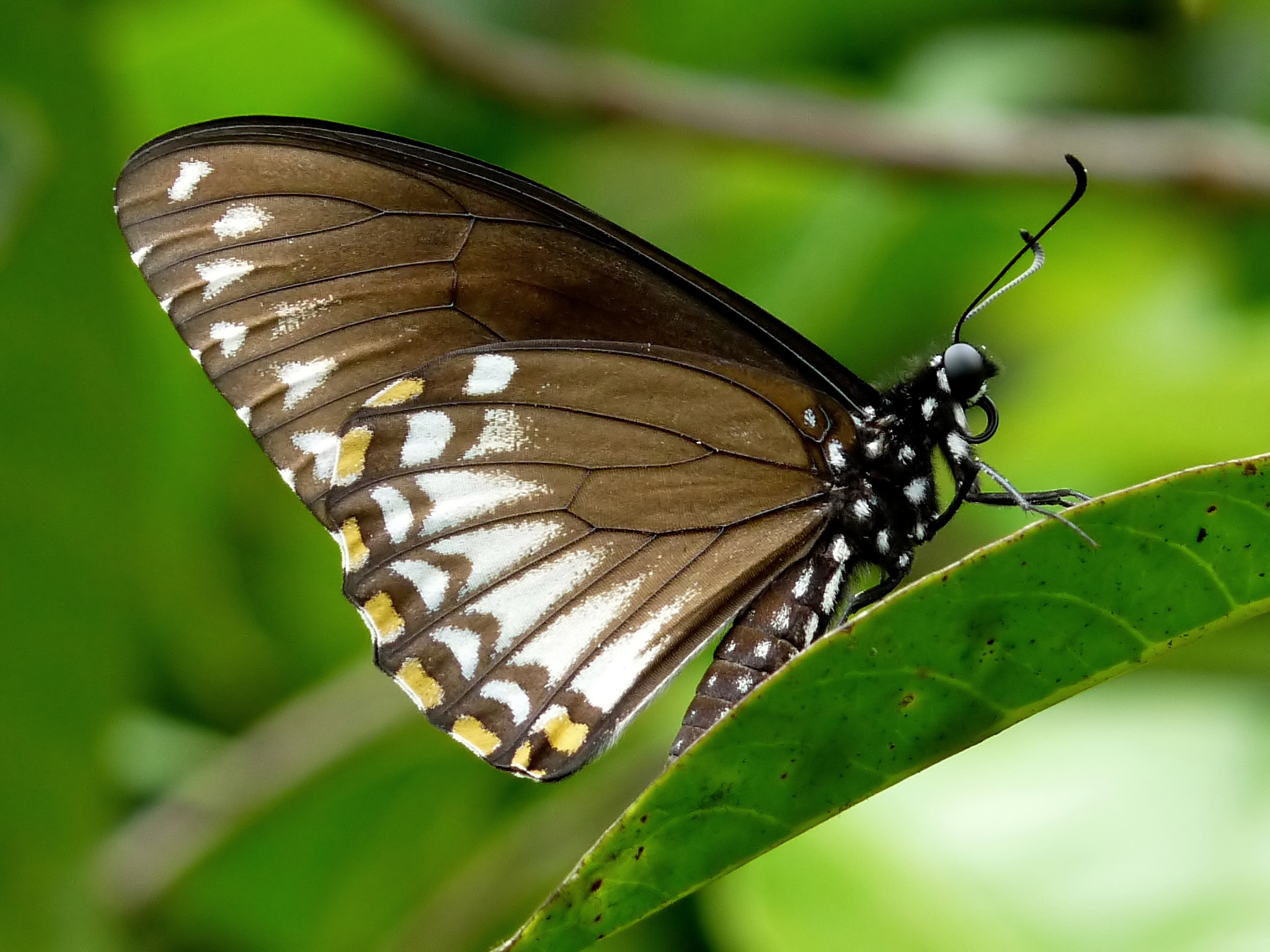
Papilio clytia f. clytia ailes repliées
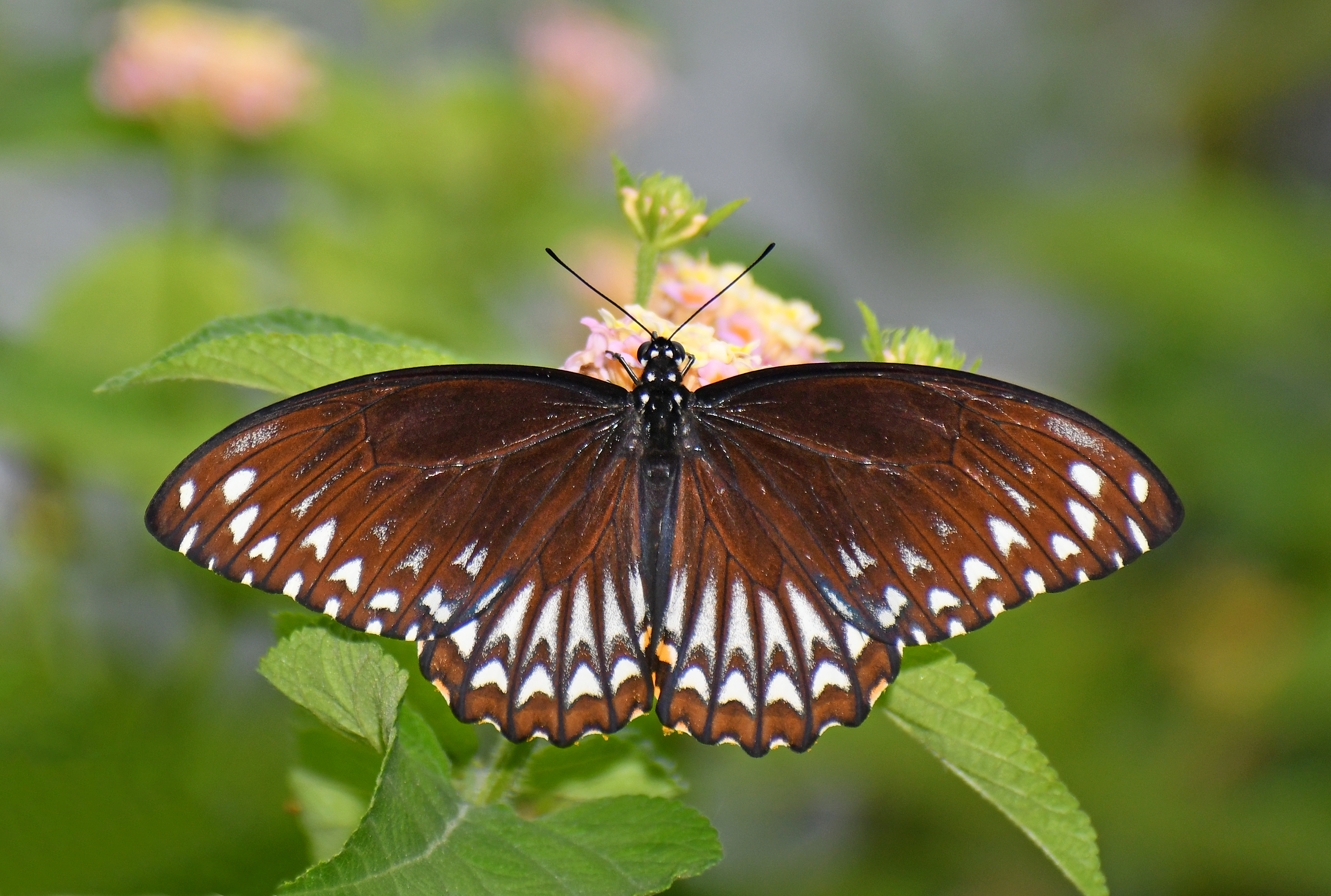
Papilio clytia f. clytia, ailes étendues

### Juvéniles
Les œufs sont pondus isolément sur les feuilles de la plante-hôte. Ils sont sphériques et mesurent 1,5 à 1,8 mm de diamètre. Ils sont blanc crème mais sont couverts d'une matière orangée.  
À la naissance les chenilles sont marron et blanc, avec de petits piquants et des flancs un peu plus sombres. Elles atteignent 6 à 7 mm de long au moment de la première mue.  
Au 2e stade l'apparence est similaire à celle du stade précédent, mais les couleurs devient plus vives, le dos est nettement orange et les flancs sont noirs, avec toujours du blanc au milieu et à l'arrière du corps. Les chenilles atteignent 11 à 12 mm avant de muer.  
Au 3e stade l'apparence évolue peu, les piquants devient seulement plus visibles. Le corps atteint 20 à 20,5 mm de long.  
Au 4e stade les marques blanches s'étendent sur les flancs et le corps atteint 30 à 32 mm.
Au 5e stade les marques blanches deviennent crème et le reste du corps devient noir velouté, avec des points rouges. 

La chrysalide est attachée à son support par son cremaster et par une ceinture de soie. Elle est marron et grise et elle ressemble à une branche cassée. 

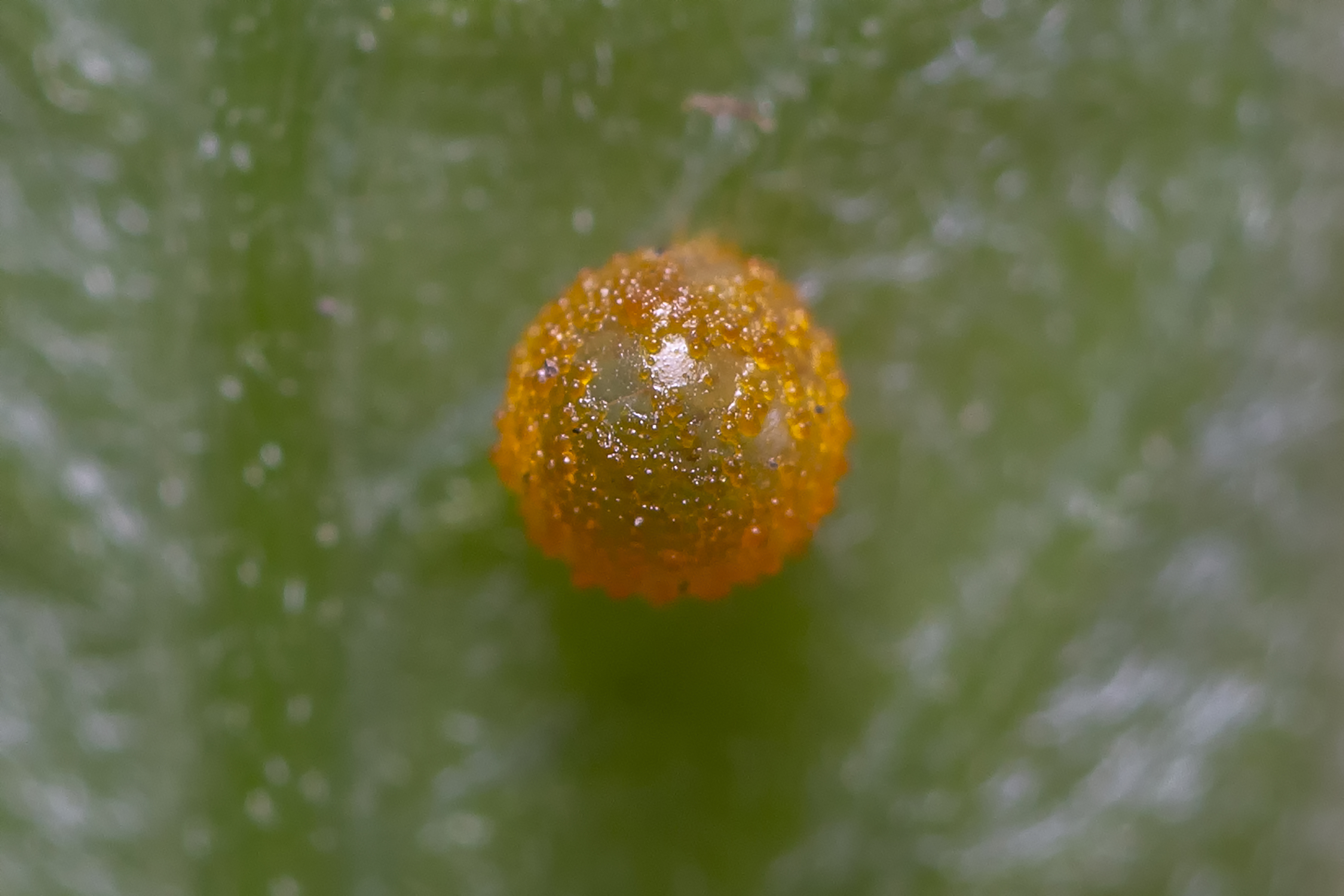
Œuf
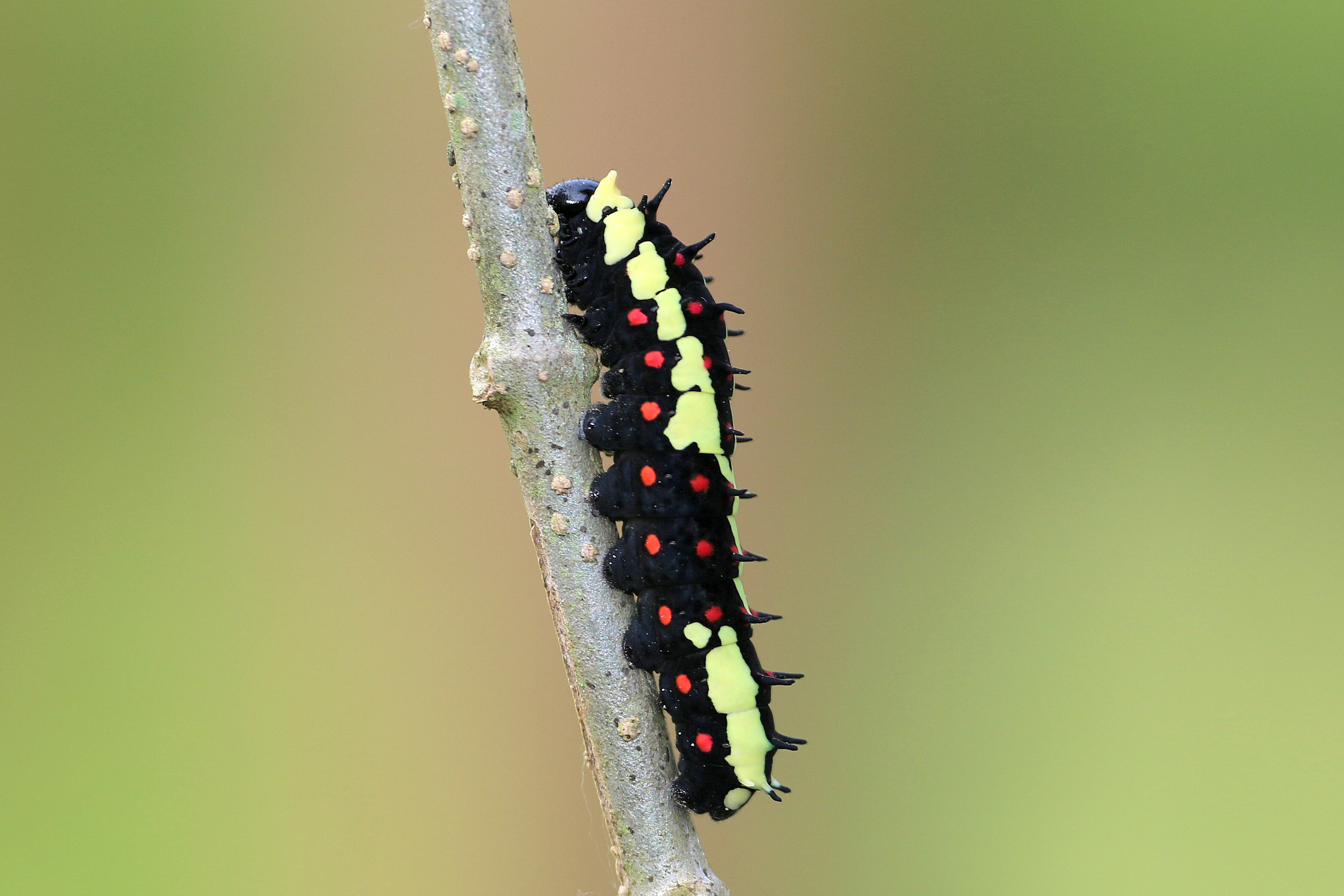
Chenille
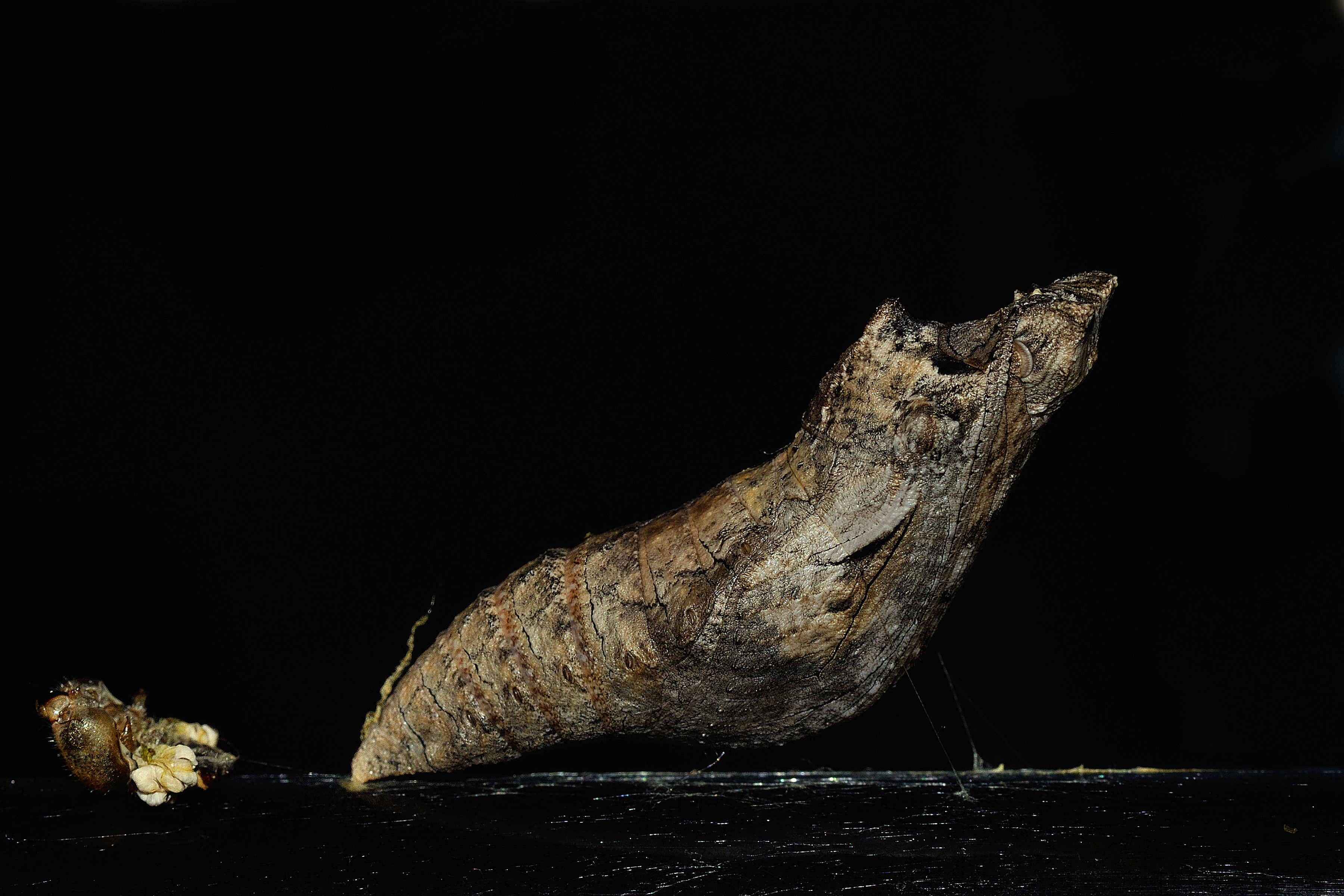
Chrysalide

## Écologie
La femelle pond ses œufs isolément sur les jeunes feuilles de la plante-hôte. Cette espèce utilise comme plante-hôte des plantes de la famille des Lauracées : genre Cinnamomum et genre Litsea (notamment Litsea apetala et Litsea glutinosa), Cryptocarya amygdalina, Sarcosperma arboreum, Alseodaphne semecarpifolia, Phoebe lanceolata et Persea gamblei.
Les œufs éclosent au bout de 2,8 jours en moyenne. Les chenilles passent par cinq stades avant de se transformer en chrysalide. Elles consomment leur coquille après l'éclosion puis se nourrissent des feuilles et des pétioles de la plante-hôte. 
Comme chez toutes les espèces de Papilionides les chenilles possèdent derrière la tête un osmeterium, organe fourchu qu'elles déploient pour faire fuir les prédateurs.
Le premier stade dure 3 jours, le 2e stade dure 3,2 jours, le 3e stade 3,6 jours, le 4e stade 3 jours et le 5e stade dure 4 jours.
La chrysalide est maintenue tête en haut par une ceinture de soie, comme chez les espèces proches, et imite une branche cassé afin d'échapper aux prédateurs. L'imago émerge au bout de 12 jours en moyenne. Le cycle complet, de l'oeuf à l'adulte, dure 31,6 jours en moyenne, avec une température moyenne de 33 °C et 81 % d'humidité.

Les adultes se nourrissent du nectar des fleurs. Les mâles sont territoriaux et sont souvent observés en train de faire du mud-puddling sur des sols humides. 

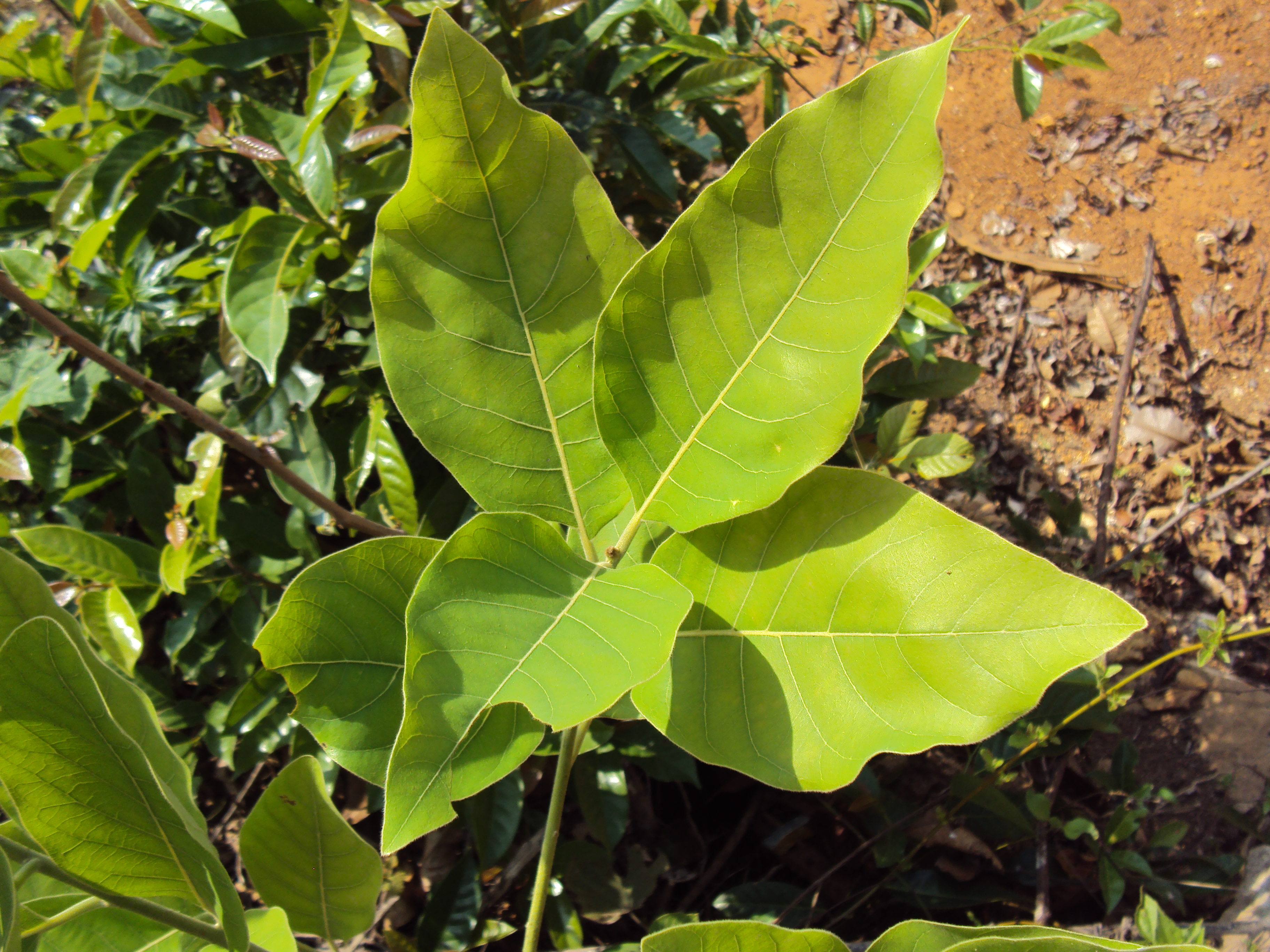
Litsea glutinosa (plante-hôte)
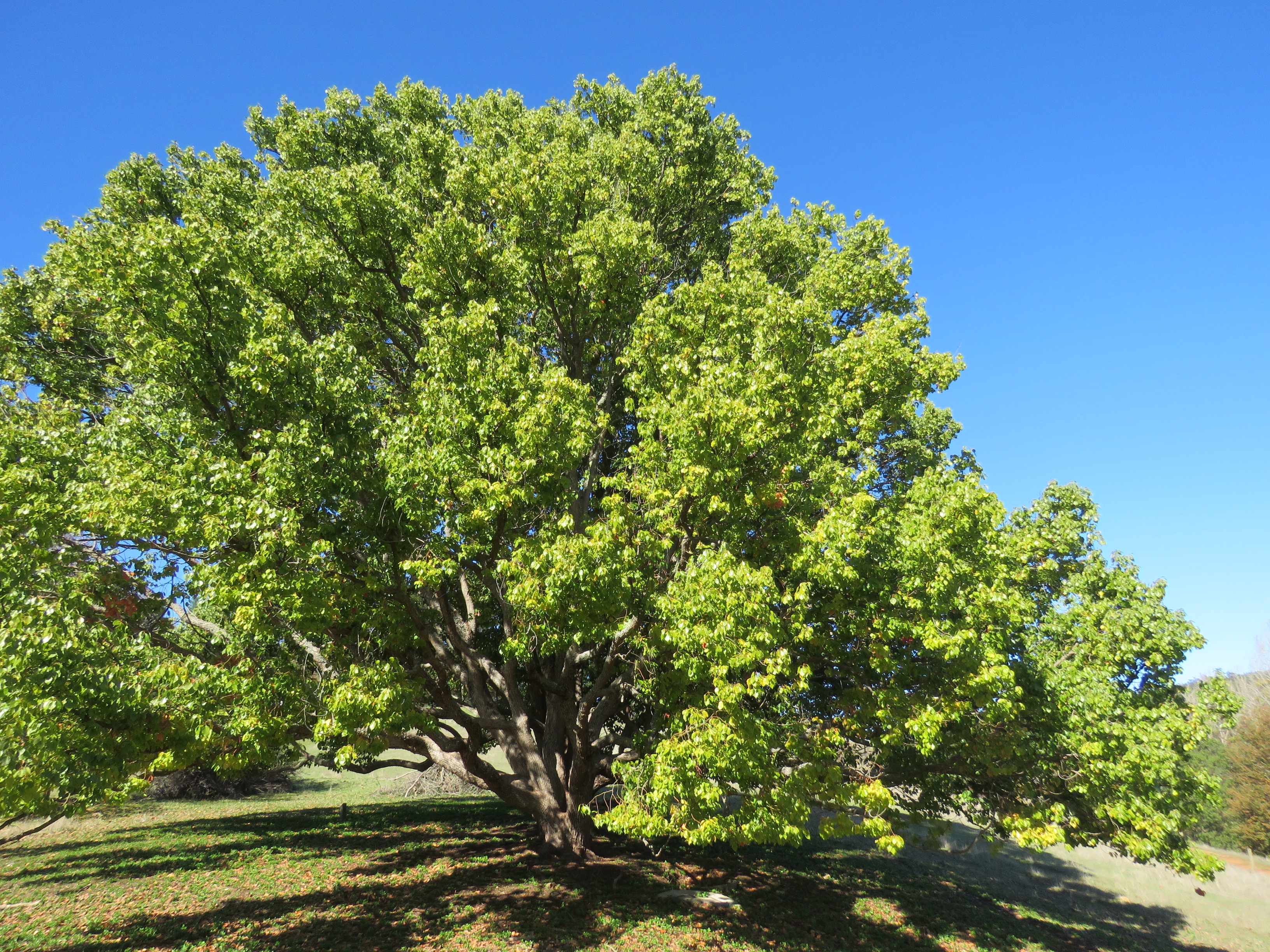
Cinnamomum camphora (autre plante-hôte)
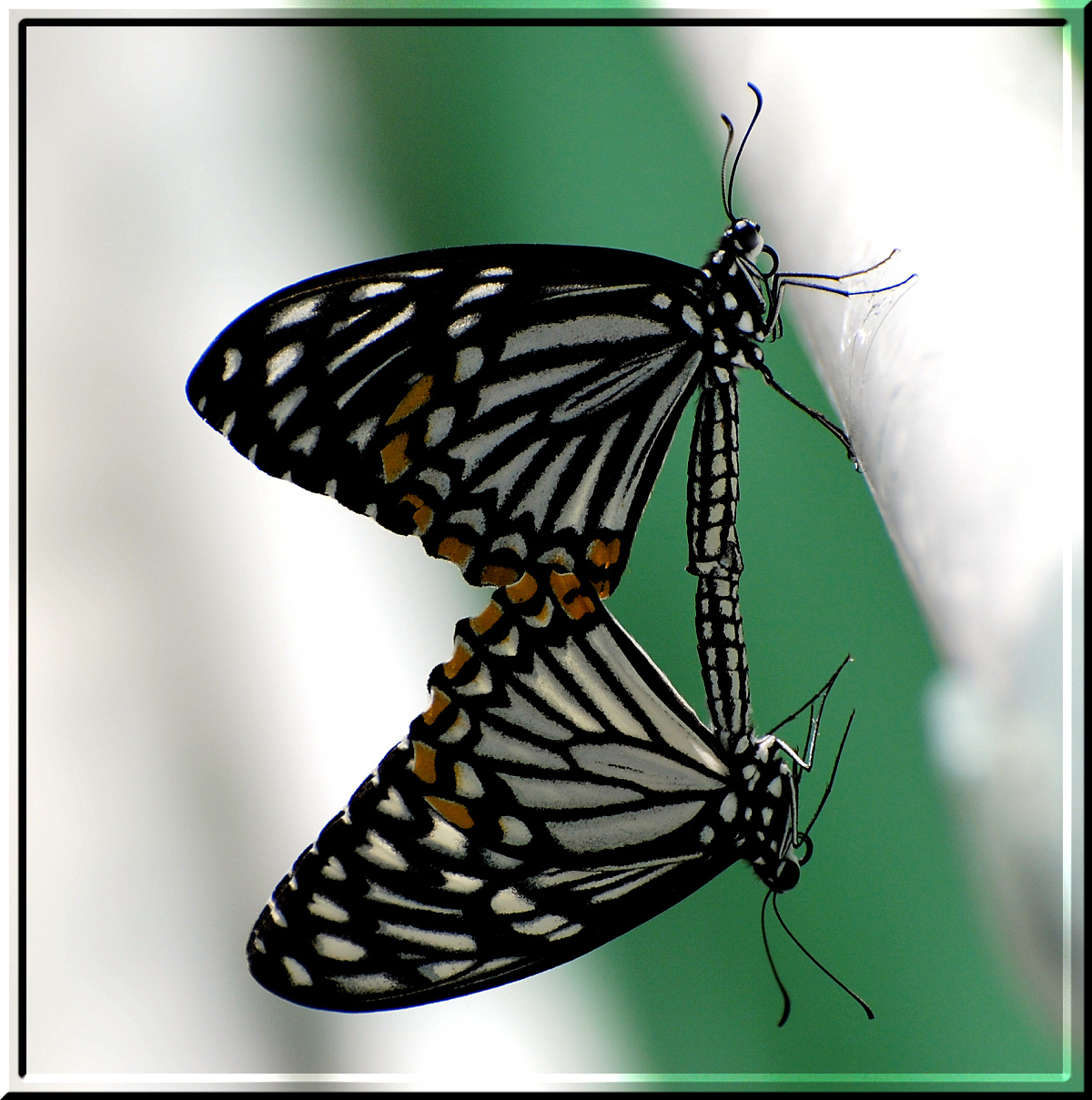
Accouplement

## Habitat et répartition
Papilio clytia est présent en Inde et au Sri Lanka, dans l'Himalaya (Népal, Bhoutan), en Birmanie, au Bangladesh, en Chine (y compris Hainan), à Hong Kong, dans la péninsule Indochinoise (Vietnam, Laos, Cambodge, Taïlande), dans la péninsule Malaise, aux Philippines, dans les îles Andaman et en Indonésie (Florès, Alor, Timor et Moa). L'espèce vit dans les milieux chauds et humides, dans les forêts de 30 à 1 200 m d'altitude.

## Systématique
Papilio clytia a été décrit pour la première fois par Carl von Linné en 1758 dans son Système naturae. L'espèce est parfois placée dans le genre Chilasa, sous le nom Chilasa clytia.

### Sous-espèces[1]
- Papilio clytia clytia : de l'Inde à la Thaïlande, Indochine, Péninsule Malaise, Chine (sud du Yunnan)
- Papilio clytia lacedemon Fabricius, 1793 : Inde (sud-ouest)
- Papilio clytia echidna Boisduval, 1836 : Timor, Wetar, Kisar, îles Leti
- Papilio clytia palephates Westwood, 1845 : Philippines (Catanduanes, Luçon, Marinduque, Mindoro)
- Papilio clytia lankeswara Moore, 1879 : Sri Lanka
- Papilio clytia flavolimbatus Oberthür, 1879 : îles Andaman
- Papilio clytia panopinus Staudinger, 1889 : Philippines (Balabac, Busuanga, groupe de Cuyo, Dumaran, Palawan)
- Papilio clytia takizawai Miyashita, 1980 : Florès
- Papilio clytia visayensis Okano & Okano, 1987 : Philippines (Bohol, Cebu, Leyte, Negros, Panay, Samar, Siquijor)
- Papilio clytia duboisi Page & Treadaway, 2003 :  Philippines (îles Babuyan)
- Papilio clytia anuus Page & Treadaway, 2003 : Philippines (Sibuyan)
- Papilio clytia gulam Page & Treadaway, 2003 : Philippines (Mindanao)
- Papilio clytia partidu Page & Treadaway, 2003 : Philippines (Jolo).

## Papilio clytiaet l'Homme

### Nom vernaculaire
Papilio clytia est appelé "Common Mime" en anglais.

### Menaces et conservation
L'espèce n'est pas évaluée par l'UICN. En 1985 elle était considérée comme généralement commune et non menacée.